# Дајана Диксон
Дајана Лин Диксон (енгл. Diane Lynn Dixon; Њујорк 23. септембар 1964) је америчка атлетичарка, вишеструки освајач медаља на свим већим атлетским такмичењима. Њене дисциплине су биле тркка на 400м и штафета 4 × 400 метара.

## Спортска биографија
Прво велико међународно такмичње на којем је освојила медаљу биле се су Летње олимпијске игре 1984. где се такмичила као чланица америчке штафете 4 × 400 метара. На свом дебију на олимпијским играма учествовала је само у квалификацијама, а пошто је штафета победила у финалу и освојила је златну медаљу. Штафета је трчала у саставу Лилија Ледервуд, Шери Хауард, Валери Бриско-Хукс, Чандра Чизборо, Дијана Диксон (пф) и Денин Хауард-Хил (пф).
Своју прву самосталну међународну титулу освојила је на Светским атлетским играма 1985. у Паризу победом у трци на 400 метара резултатом 53,35 с. На Олимпијским играма 1988. у Сеулу учествовала је и појединачно на 400 м и као чланица шзафете 4 × 400 м. Појединачно је завршила на 5. месту са личним рекордом 49,84 с. Штафета САД у саставу: Денин Хауард, Дајана Диксон, Валери Бриско-Хукс и Флоренс Грифит Џојнер завршила је као друга иза штафете СССР. Постигнути резултат 3:15,51 је и данас после 27 година (септембар 2015) национални рекорд САД и други резултат на светској ранг листи свих времена, иза олимпијских победница штафете СССР.
Лични рекорд на 400 метара у дворани 50,64 с постигла је победом на Светском првенству у Севиљи 1991.

## Значајнији резултати
| Год.  | Такмичење                       | Место       | Дисциплина | Место     | Резултат     | Детаљи |
| ----- | ------------------------------- | ----------- | ---------- | --------- | ------------ | ------ |
| 1984. | Олимпијске игре                 | Лос Анђелес |            | 4 × 400 м | 3:18,29 (пф) |        |
| 1985. | Светске атлетске игре у дворани | Париз       |            | 400 м     | 53,35        |        |
| 1986. | Игре добре воље                 | Москва      | 1.         | 4 × 400 м | 3:21,22      |        |
| 1987. | Светско првенство               | Рим         | 7.         | 400 м     | 51,13        |        |
| 1987. | Светско првенство               | Рим         |            | 4 × 400 м | 3:21,04      |        |
| 1988. | Олимпијске игре                 | Сеул        | 5.         | 400 м     | 50,72        |        |
| 1988. | Олимпијске игре                 | Сеул        |            | 4 × 400 м | 3:15,51      |        |
| 1989. | Светско првенство у дворани     | Будимпешта  |            | 400 м     | 51,77        |        |
| 1991. | Светско првенство у дворани     | Севиља      |            | 400 м     | 50,64        |        |
| 1991. | Светско првенство у дворани     | Севиља      |            | 4 × 400 м | 3:29,00      |        |
| 1991. | Светско првенство               | Токио       | 8.         | 400 м     | 51,73        |        |
| 1991. | Светско првенство               | Токио       |            | 4 × 400 м | 3:20,15      |        |

## Лични рекорди
Ово је листа личних рекорда према профилу Дајане Диксон на сајту ИААФ.
| Дисциплина      | Резултат | Место  | датум               |
| --------------- | -------- | ------ | ------------------- |
| 400 м           | 49,84    | Сеул   | 25. септембар 1988. |
| 400 м у дворани | 50,64    | Севиља | 10. март 1991.      |